# Copenhagen Records
Copenhagen Records är ett danskt skivbolag som grundades 2004 av Jakob Sørensen, Nick Foss, Mik Christensen och Christian Backman.

## Artister
- Agnes
- Alphabeat
- Burhan G
- Carpark North
- Celina Ree
- Eivør Pálsdóttir
- Hej Matematik
- Jinks
- Joey Moe
- Johnny Deluxe
- Mads Langer
- Nephew
- Niarn
- Rock Hard Power Spray
- Spleen United
- Thomas Dybdahl